# Євпаторійська бухта
Євпаторі́йська бу́хта — внутрішня бухта Каламітської затоки Чорного моря у південно-західного берега Кримського півострова. Вдається в берег на 1,3 км. Ширина біля входу близько 2 км. Глибина до 10 м. Береги — піщані й черепашкові пляжі. На північному березі бухти розташоване місто, курорт і порт — Євпаторія.
Західною межею бухти є мис Карантинний. Північно-східний берег бухти піщаною косою, за якою розташовано солоне озеро Сасик. У бухті розташовано Євпаторійський морський торговельний порт.